# فلیز
فلیز (به پرتغالی: Feliz) یک منطقهٔ مسکونی در برزیل است که در ریو گرانده جنوبی واقع شده‌است. فلیز ۹۶٫۲۳۲ کیلومتر مربع مساحت و ۱۳٬۶۴۰ نفر جمعیت دارد.